# Southern Exposure 2023
Questa voce raccoglie le informazioni riguardanti i Southern Exposure nelle competizioni ufficiali della stagione 2023.

## Stagione
I Southern Exposure partecipano al loro terzo campionato NVA. Si classificano al quinto posto in American Conference, mancando l'accesso ai play-off scudetto.

## Organigramma societario
Area direttiva
- Presidente: Orlando Catalan, Tony Glessner

Area tecnica
- Allenatore: Kyle Steele

## Rosa
| N° | Nome               | Ruolo | Data di nascita  | Nazionalità sportiva |
| -- | ------------------ | ----- | ---------------- | -------------------- |
| 1  | Tyler Hubbard-Neil | S     | 8 febbraio 1996  | Stati Uniti          |
| 2  | Brady Rosen        | O     | 4 giugno 2000    | Stati Uniti          |
| 3  | Evan McDonough     | C     | 6 giugno 1997    | Stati Uniti          |
| 4  | Connor Hanks       | S     | 4 aprile 1999    | Stati Uniti          |
| 5  | Johnny Gomez       | L     | 18 maggio 1995   | Stati Uniti          |
| 6  | Deivid Costa       | C     | 26 aprile 1988   | Stati Uniti          |
| 7  | Samuel Jackman     | O     | 24 ottobre 2000  | Canada               |
| 8  | Logan Riding       | O     | 26 marzo 1998    | Stati Uniti          |
| 9  | Derek Owens        | C     | -                | Stati Uniti          |
| 10 | Matthew Primrose   | L     | 12 febbraio 1997 | Canada               |
| 11 | Diego Villafane    | P     | 12 ottobre 1999  | Stati Uniti          |
| 12 | Aaron King         | C     | 2 agosto 1993    | Stati Uniti          |
| 13 | Jon Andrews        | S     | 8 maggio 1998    | Stati Uniti          |
| 14 | Zachary Meyer      | S     | 5 settembre 1997 | Stati Uniti          |
| 15 | David Wiechmann    | P     | 2 luglio 1996    | Stati Uniti          |
| 16 | Cian Slade         | C     | 25 marzo 2004    | Stati Uniti          |

## Statistiche

### Statistiche di squadra
| Competizione | Punti | In casa | In casa | In casa | In trasferta | In trasferta | In trasferta | Totale | Totale | Totale |
| Competizione | Punti | G       | V       | P       | G            | V            | P            | G      | V      | P      |
| ------------ | ----- | ------- | ------- | ------- | ------------ | ------------ | ------------ | ------ | ------ | ------ |
| NVA          | 8     | -       | -       | -       | -            | -            | -            | 10     | 3      | 7      |
| Totale       | -     | -       | -       | -       | -            | -            | -            | 10     | 3      | 7      |

G = partite giocate; V = partite vinte; P = partite perse

### Statistiche dei giocatori
Dati non disponibili.